# Extrapolering

Extrapolering innebär att hitta ett meningsfullt värde till den blå boxen.

Extrapolering är estimering av mätvärden utanför ett mätområde.

## Användning
Extrapolering kan användas för att gissa mätvärden i ett område där det inte går att mäta. Extrapolering används även för att uppskatta antalet fåglar i mycket stora flockar, exempelvis starar i en murmuration.
Extrapolering används bland annat inom företagsekonomin för att till exempel uppskatta företagets vinst vid slutet av året. Om vinsten fram till och med april är 500 000 kronor så vore en simpel extrapolering:
(500 000 kronor / 4 månader) * 12 månader = 1 500 000 kronor

## Faror med extrapolering
Att extrapolera kan lätt leda till grovt felaktiga resultat, till exempel om man har ett betydligt större tidsintervall än vad mätvärdena omfattar. Då följer man tangenten i stället för själva kurvan. Börskurser är inte lätta att extrapolera. Därför bör man iaktta försiktighet, använda så precisa modeller som möjligt och lita till extrapolering endast när det inte finns andra utvägar.